# Alytana aldabralis
Alytana aldabralis là một loài bướm đêm trong họ Crambidae.